# Mustelus mustelus
A Mustelus mustelus, comummente conhecida como cação-liso ou caneja, é uma espécie de tubarão do gênero Mustelus da família Triakidae.
É encontrado em águas costeiras no oriente do Oceano Atlântico, na Europa e na África, incluindo o Mar Mediterrâneo, de 58 graus norte e 34 graus sul. Pode viver em profundidades de até 624 metros. Seu tamanho, tipicamente atinge em média 100-120 cm (sem informações do sexo), mas pode chegar até 200 cm.

## Aparência
O cação-liso é um peixe seláquio, que frequenta as águas da costa portuguesa.
É relativamente pequeno, mesmo quando adulto atinge de 100-120 cm, e chega no máximo 200 cm. Quando ficam maturos, podem chegar até 70-80 cm. A coloração da área dorsal varia entre o cinzento-escuro e o castanho-acinzentado, ao passo que a barriga é branca. Há indícios de que esta espécie possa viver até aos 24 anos na natureza.

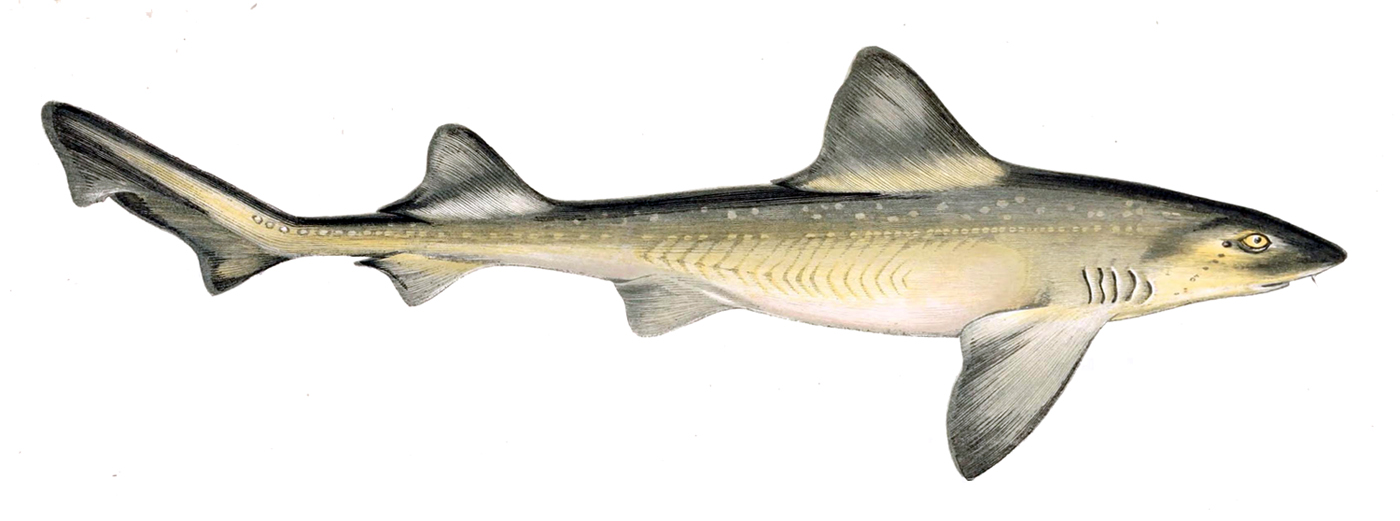

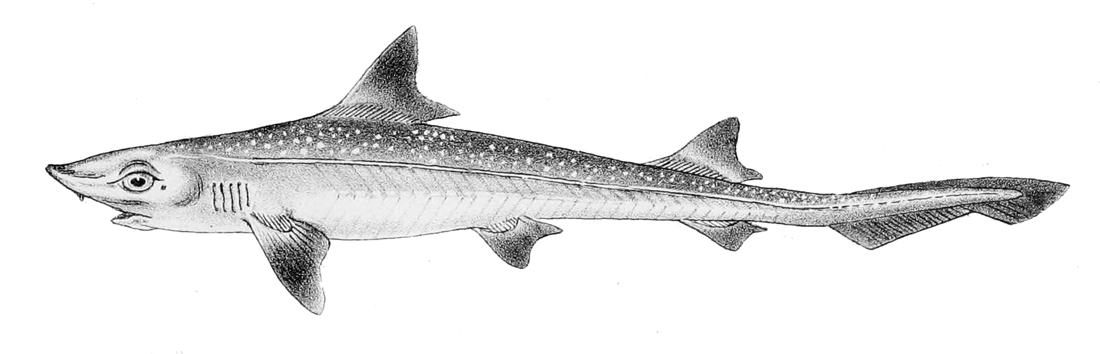
Antiga descrição do cação-liso de Hermann Schlegel de 1860-1862.

## Distribuição e habitat
Os cações-lisos são encontrados em águas costeiras de climas temperados no Oceano Atlântico oriental; na Europa, do Reino Unido até o Mar Mediterrâneo, e na África, do Mediterrâneo até Marrocos e ilhas Canárias. Possivelmente podem ser encontrados de Angola até a África do Sul, incluindo nas costas do Oceano Índico, mas não confirmado. Vive normalmente em profundidades de 5 a 50 metros, mas podem viver até aos 624 metros.

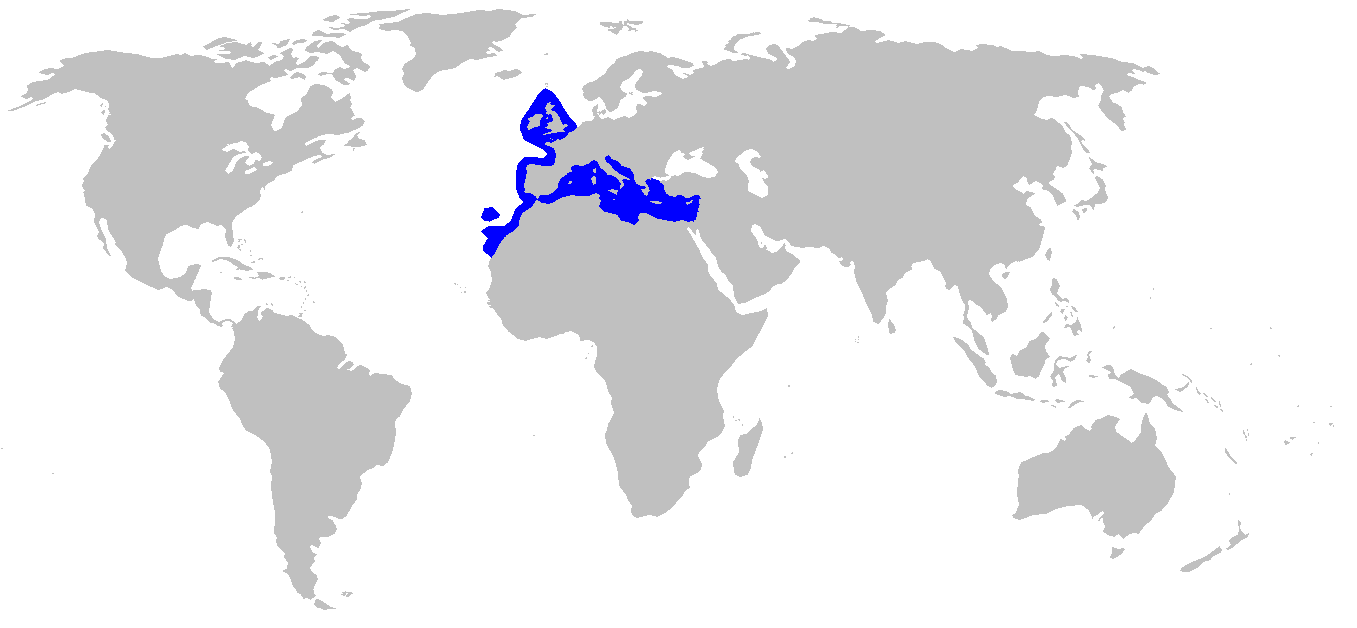
Distribuição geográfica do cação-liso.

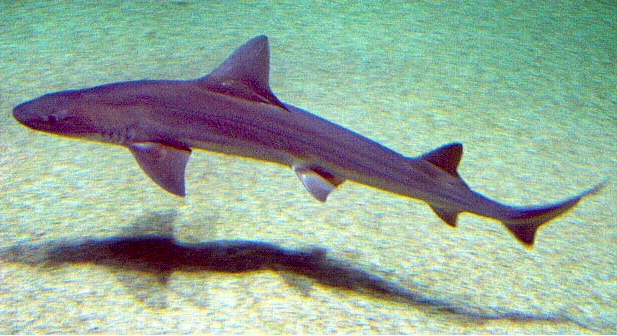
cação-liso em um aquário na Espanha.

## Estado de conservação
A caneja foi considerado como espécie vulnerável de extinção pela União Internacional para a Conservação da Natureza (IUCN) desde 2004. Resultado disso é a pesca e colheita para recursos aquáticos.

## Interação com os humanos
Apesar dos humanos apresentarem um perigo grande para os cações-lisos, essa espécie não apresenta perigo algum para os humanos, eles são inofensivos, mansos. Uma das escolhas pra você que quer ter um tubarão em um aquário, lá dentro é bem provável que consigam se reproduzir.

## Reprodução
Os cações-lisos são vivíparos, tendo de 4-17 filhotes em um ninho. Quando os filhotes nascem podem ter um tamanho médio de 40 cm. O período de gestação é de entre 10 e 11 meses.